# Хольцманн, Карл
Карл Хольцманн (нем. Karl Holzmann; 22 февраля 1849, Побежовице — 14 сентября 1914, Баден) — австрийский архитектор, проектировавший жилые дома в центре Вены, в основном в историческом стиле.

## Биография
Карл Хольцманн сначала получил образование каменщика. После периода проживания в Германии и Верхней Австрии он поселился в Вене, где работал в строительстве в Лизинге и посещал строительную школу. С 1873 по 1875 год он был выбран прорабом городского архитектора Зоннлайтнера и застройщика Иоганна Стурани. С 1875 по 1877 год учился в Венском технологическом университете . После окончания университета работал в союзе строительных компаний, где он участвовал в постройке Дворце правосудия в качестве заместителя мастера по строительным работам и дворца Хофбург в качестве художника. В 1885 году Хольцманн основал свою собственную строительную компанию, которая поначалу была успешной, но из-за ряда неудач обанкротилась в 1906 году. В результате ему пришлось продать всю свою собственность для погашения долгов. После этого Хольцманн работал над национальными или провинциальными зданиями до конца своей жизни. Его фирма при его жизни была в долгах, вплоть до того момента, когда он умер в возрасте 65 лет.  Но и после его смерти, вплоть до 1928 года её содержали жена и дочь

## Подход
Карл Хольцманн, в основном, проектировал свои здания в стиле историзма, хотя его более поздние работы были оформлены в венском сецессионе. Его здания в центре Вены демонстрируют репрезентативный стиль, а здания на окраине — в швейцарском стиле. Хольцманн часто покупал старые дома, перестраивая их по разработанному им новому проекту.

## Работы
- Доходный дом, Фаворитенштрассе, 37 (1891)
- Доходный дом, Фаворитенштрассе 39 (1891)
- Доходный дом Пауланерхоф, главная улица Виднера 18-20 (1894)
- Доходный дом, Фаворитенштрассе 44 (1895)
- Доходный дом Хабер-Хоф, главная улица Виднера 13 (1896)
- Доходный дом, Панигльгассе 17 и 17A, (1896)
- Отель Кайзерхоф, Франкенберггассе 10, (1896)
- Доходный дом, Фаворитенштрассе 22 (1897)
- Доходный дом, Аллея Иоганна Штрауса 36 (1900)
- Доходный дом, Аллея Иоганна Штрауса 38 (1900—1901)
- Доходный дом, Аллея Иоганна Штрауса 40 (1902)
- Доходный дом, Панигльгассе 18-20 (1900—1901)
- Доходный дом, Йозефштадтерштрассе 28 (vor 1902)
- Жилой дом, В Хагенау 9−27 (1904)
- Штрассенхоф, Кестлергассе 5-9 (1905)
- Жилье для Венского дворца, Граф-Зайлерн-Гассе 14-18 (1905 г.)
- Жилой комплекс, Аргентинштрассе 2 (1908)
- Жилье для обслуживающего персонала трамвая, Площадь Иоганна Гофмана 10−15 (1912)